# Jan Šulc
Jan Šulc (1916-30 de mayo de 2001) fue un deportista checoslovaco que compitió en piragüismo en la modalidad de eslalon. Ganó cuatro medallas en el Campeonato Mundial de Piragüismo en Eslalon entre los años 1949 y 1953.

## Palmarés internacional
| Campeonato Mundial | Campeonato Mundial | Campeonato Mundial | Campeonato Mundial |
| Año                | Lugar              | Medalla            | Competición        |
| ------------------ | ------------------ | ------------------ | ------------------ |
| 1949               | Ginebra (Suiza)    | Medalla de plata   | C2 por equipos     |
| 1951               | Steyr (Austria)    | Medalla de plata   | C2 por equipos     |
| 1953               | Merano (Italia)    | Medalla de oro     | C1 por equipos     |
| 1953               | Merano (Italia)    | Medalla de plata   | C2 individual      |